# HaUmot HaMeuhadot (schip, 1927)
De HaUmot HaMeuhadot (Hebreeuws: האומות המאוחדות: 'Verenigde Naties'), voorheen de Archimedes, was een in 1927 gebouwde schoener met twee masten. Eind 1947 deed het onder Italiaanse vlag dienst in de Aliyah Bet, de illegale immigratie van Joden naar het Mandaatgebied Palestina.

## Geschiedenis
De reis van de HaUmot HaMeuhadot werd door de Mossad Le'Aliyah Bet georganiseerd. Op 24 december 1947 vertrok het schip vanuit de Italiaanse havenstad Civitavecchia met 537 emigranten aan boord. Het schip wist voorbij de Britse blokkade te komen en strandde op 1 januari 1948 ter hoogte van Naharia. 131 passagiers werden gearresteerd, de overigen wisten in Palestina te ontkomen. Op dezelfde dag werden de schepen Kibbutz Galuyot en Atzma'ut met ruim 15.000 vluchtelingen aan boord door de Britse marine onderschept. De gestrande HaUmot HaMeuhadot werd uiteindelijk door de golven vernietigd.